# The Love Committee
The Love Committee ist das gemeinsame Projekt der beiden deutschen Musikproduzenten WestBam und Klaus Jankuhn. Unter diesem Namen produzierten sie von 2001 bis 2009 die jährlichen Hymnen zur Loveparade.

## Diskografie
Alben
- 2010: A Love Story 89-10 (als Westbam & The Love Committee)

Singles
- 2001: You Can’t Stop Us
- 2002: Access Peace
- 2003: Love Rules
- 2006: United States of Love (als Westbam & The Love Committee)
- 2007: Love Is Everywhere (als Westbam & The Love Committee)
- 2008: Highway to Love (als Westbam & The Love Committee)